# Leptodactilídeos
Os leptodactilídeos (Leptodactylidae) são uma família de anfíbios da ordem Anura. Algumas espécies são conhecidas como jias (ou gias), rãs ou caçotes. A família encontra-se distribuída pela América Central e América do Sul.

## Etimologia
"Leptodactylidae" significa "dedos soltos", devido a ausência de membrana entre os seus dedos.  "Jia" provém do termo tupi yu'i.

## Morfologia e Hábito
Os membros da família Leptodactylidae possuem a pele lisa e dedos longos. Possuem hábito aquático, e geralmente possuem membrana interdigital nas patas posteriores. São carnívoras, assim como todos os anuros.
Os machos de diversas espécies desta família costumam, durante o período reprodutivo, apresentar hipertrofia muscular, que é desencadeada após variações da umidade e do pH do ar e da água, alterações que ocorrem nas épocas chuvosas. Tal mudança corporal tem como o objetivo o aumento da aderência dos machos nas fêmeas durante o amplexo, de forma a evitar que elas escorreguem durante o ato. Após o período reprodutivo, os indivíduos voltam ao normal.

## Taxonomia
A família está dividida em três subfamílias e contêm 12 gêneros.
- Subfamília Leiuperinae Bonaparte, 1850
  - Edalorhina Jiménez de la Espada, 1870
  - Engystomops Jiménez de la Espada, 1872
  - Eupemphix Steindachner, 1863
  - Physalaemus Fitzinger, 1826
  - Pleurodema Tschudi, 1838
  - Pseudopaludicola Miranda-Ribeiro, 1926
- Subfamília Leptodactylinae Werner, 1896
  - Adenomera Steindachner, 1867
  - Hydrolaetare Gallardo, 1963
  - Leptodactylus Fitzinger, 1826
  - Lithodytes Fitzinger, 1843
- Subfamília Paratelmatobiinae Pyron & Wiens, 2011
  - Paratelmatobius Lutz & Carvalho, 1958
  - Scythrophrys Lynch, 1971